# Anton Tucher

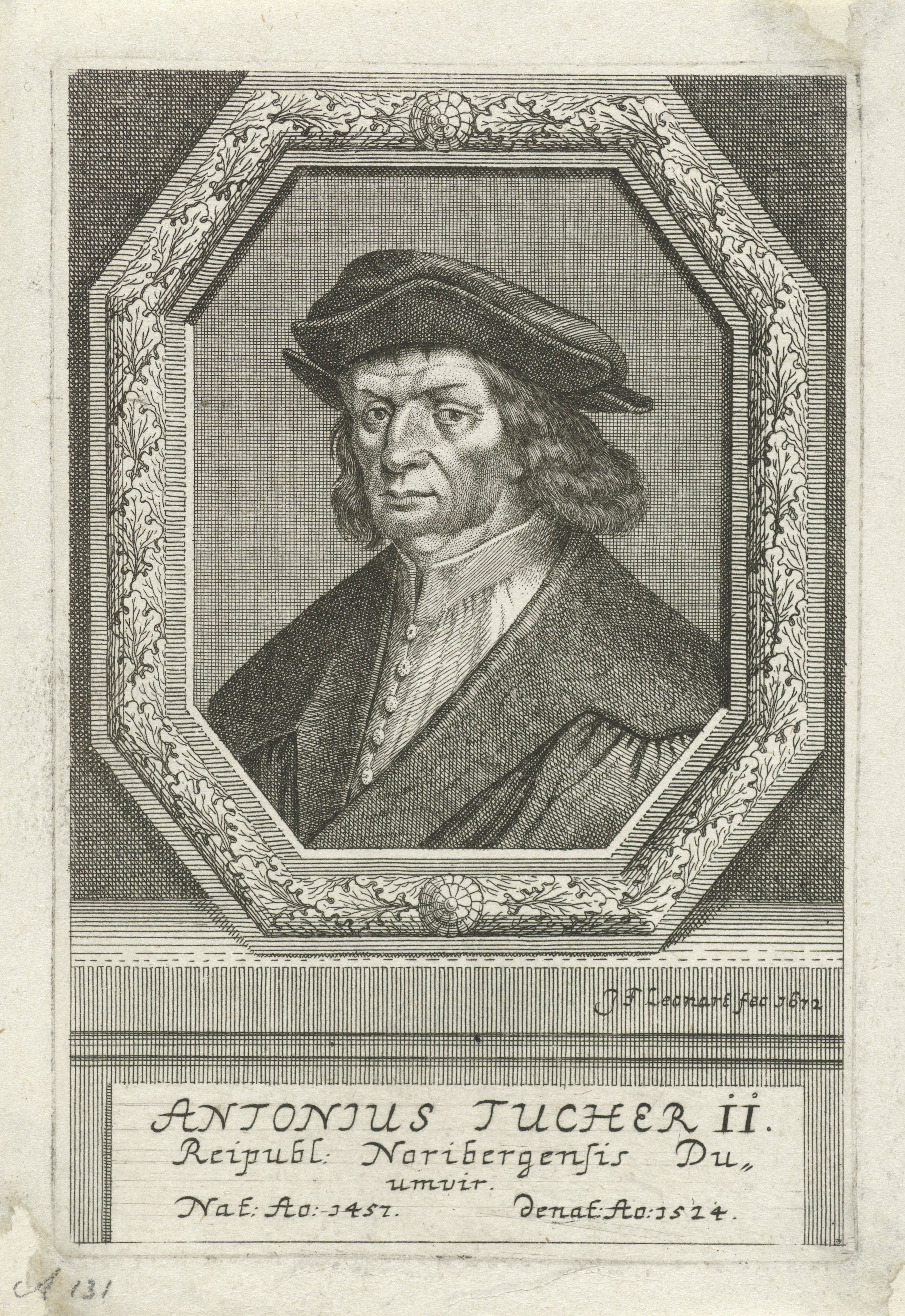

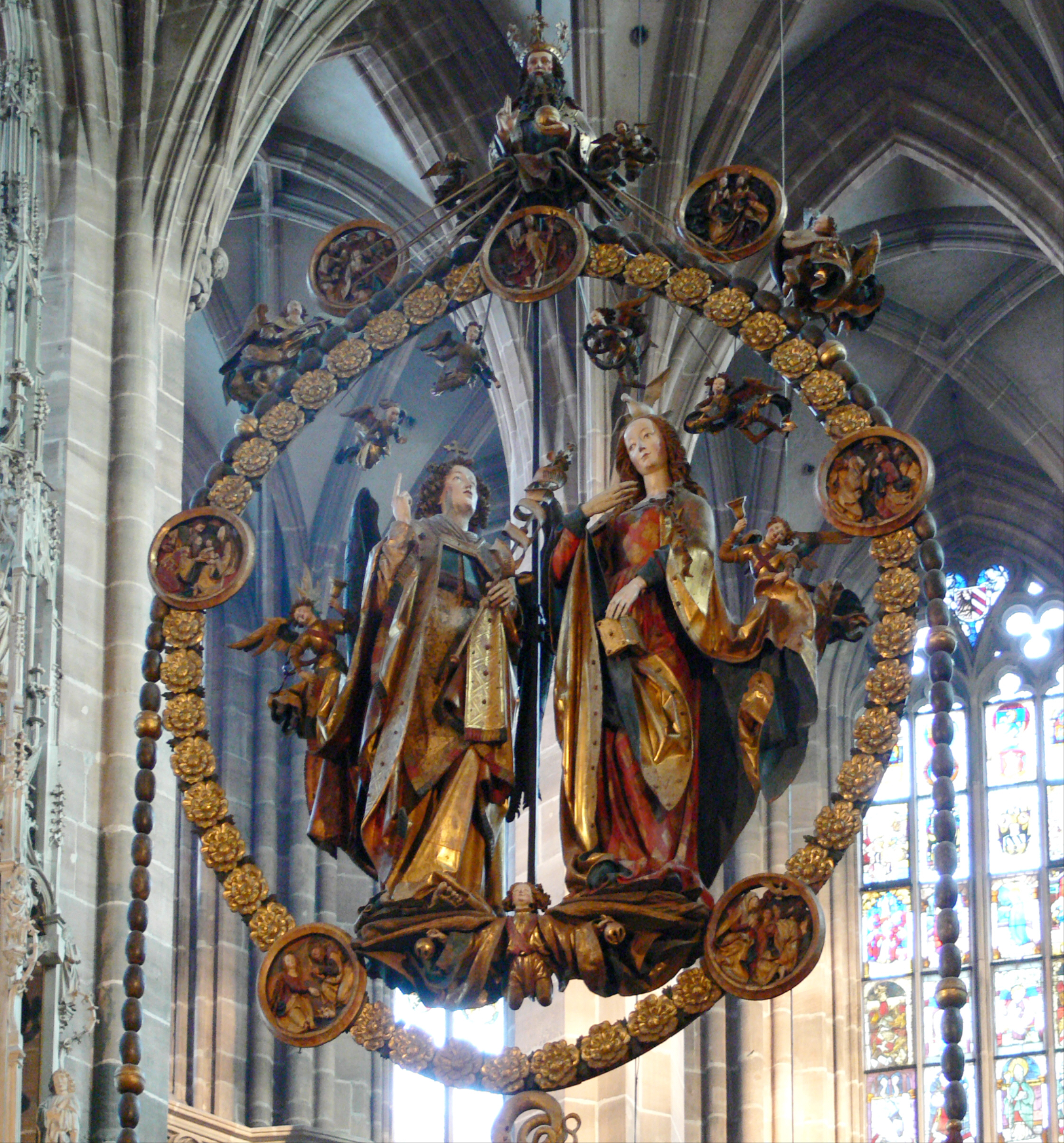
Englischer Gruß, gestiftet von Anton Tucher

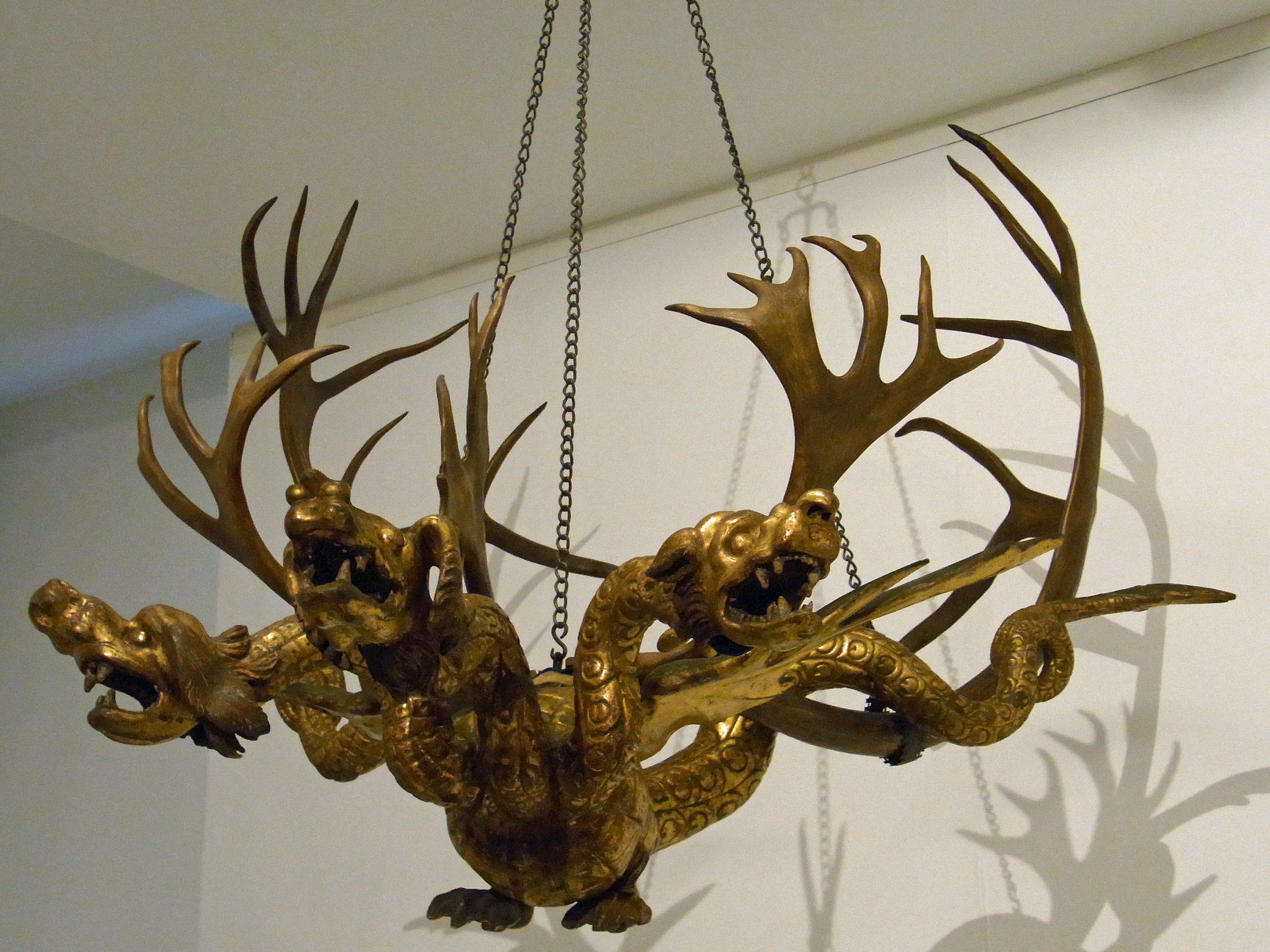
Drachenleuchter von Veit Stoß nach einer Zeichnung von Albrecht Dürer

Anton Tucher, auch Anton II. Tucher genannt (* 1458 in Nürnberg; † 27. April 1524 ebenda), war ein deutscher Großkaufmann und Mäzen sowie Vorderster Losunger (Verwalter der städtischen Steuern) der Reichsstadt Nürnberg.

## Biografie
Tucher war der Sohn von Anton I. Tucher  (1412–1476) und seiner Frau Barbara Stromer von Reichenbach. Er entstammte der einflussreichen Patrizierfamilie der Tucher in der Reichsstadt Nürnberg.

### Kaufmann und Bürgermeister
Tucher erhielt eine Ausbildung als Kaufmann. Während mehrerer Jahre, die er in Venedig verbrachte, führte er die Niederlassung der Firma Tucher mit seinen Vettern Hans IX. (1452–1521) und Martin I. Tucher (1460–1528). Er war Mitglied der dortigen Bruderschaft der deutschen Kaufleute. Die Ausrichtung des Handels von und nach Frankreich (insbesondere nach Lyon) ging auf ihn zurück.
Nach dem Tod seines Vaters wurde er 1477, während eines Messeaufenthalts in Frankfurt, in den Rat der Stadt Nürnberg berufen (Junger Bürgermeister 1477 bis 1490, 1491/92 Älterer Bürgermeister). Von 1493 bis 1500 war er Septemvir, von 1500 bis 1505 Oberster Hauptmann, von 1505 bis 1507 Zweiter Losunger und von 1507 bis zu seinem Tod 1524 Vorderster Losunger und damit einer von drei Ratsherren, die die Schlüssel zu den Reichskleinodien verwahrten.
Als Gesandter der Stadt war er ab 1488 in verschiedenen diplomatischen Missionen unterwegs. Er schloss zusammen mit Martin Geuder und Hans Harsdörffer 1502 den Vertrag von Erfurt mit Markgraf Friedrich dem Ältern von Brandenburg im Streit um den Kirchweihschutz für den Weiler Affalterbach, der die kriegerische Auseinandersetzungen beendete. Die Sicherung des im Landshuter Erbfolgekrieg 1504/05 erworbenen Nürnberger Landgebiets war ein wichtiges  Anliegen für ihn. Bei Kurfürst Friedrich dem Weisen von Sachsen, dem Tucher ein von dem Goldschmied Paul Müllner angefertigtes Tür- und Truhenschloss schenkte, stand Tucher in hohem Ansehen. 1507 wurde er Pfleger zu St. Sebald, des Katharinen- und des Augustinerklosters.  Er war Förderer der neuen Lehre Luthers in Nürnberg. Das Stammhaus Tuchers befand sich auf dem Milchmarkt in Nürnberg, er selbst wohnte im ererbten Haus „zu der Krone“ an der Ecke Bindergasse/Neumarkt; in der Grasersgasse verfügte er über einen Zwingergarten. Sein Haushaltsbuch gibt  für die Zeit von 1507 und 1523 einen guten Einblick in die Lebenshaltung der Nürnberger Oberschicht.

### Mäzen
Als Mäzen gab er unter anderem 1517 Veit Stoß den Auftrag für den Englischen Gruß, einer Figurengruppe für die St.-Lorenz-Kirche. 1522 stiftete er für die Regimentsstube (Tagungsort der Septemvirn) im Nürnberger Rathaus den Drachenleuchter, der nach Entwürfen von Albrecht Dürer von Veit Stoß ausgeführt wurde. Die Patrizier-Familie Tucher engagierte sich zudem karitativ für die Belange von Hilfsbedürftigen.
Anton Tuch ist im neuen Familiengrab auf dem Johannisfriedhof bestattet. Seine Tochter heiratete Hans Volkamer. Erben seines Besitzes waren sein Sohn Leonhard und die Kinder seines Sohnes Anton (Schwiegertöchter wurden Magdalena Stromer und Cordula Wolf).

## Ehrungen
- Die Anton-Tucher-Straße in Bremen–Hemelingen wurde 1999 nach ihm benannt.

## Schriften
Wilhelm Loose (Hrsg.): Anton Tuchers Haushaltsbuch (1507 bis 1517). Bibliothek des Litterarischen Vereins in Stuttgart, Tübingen 1877 (Digitalisat).